# Melting pot

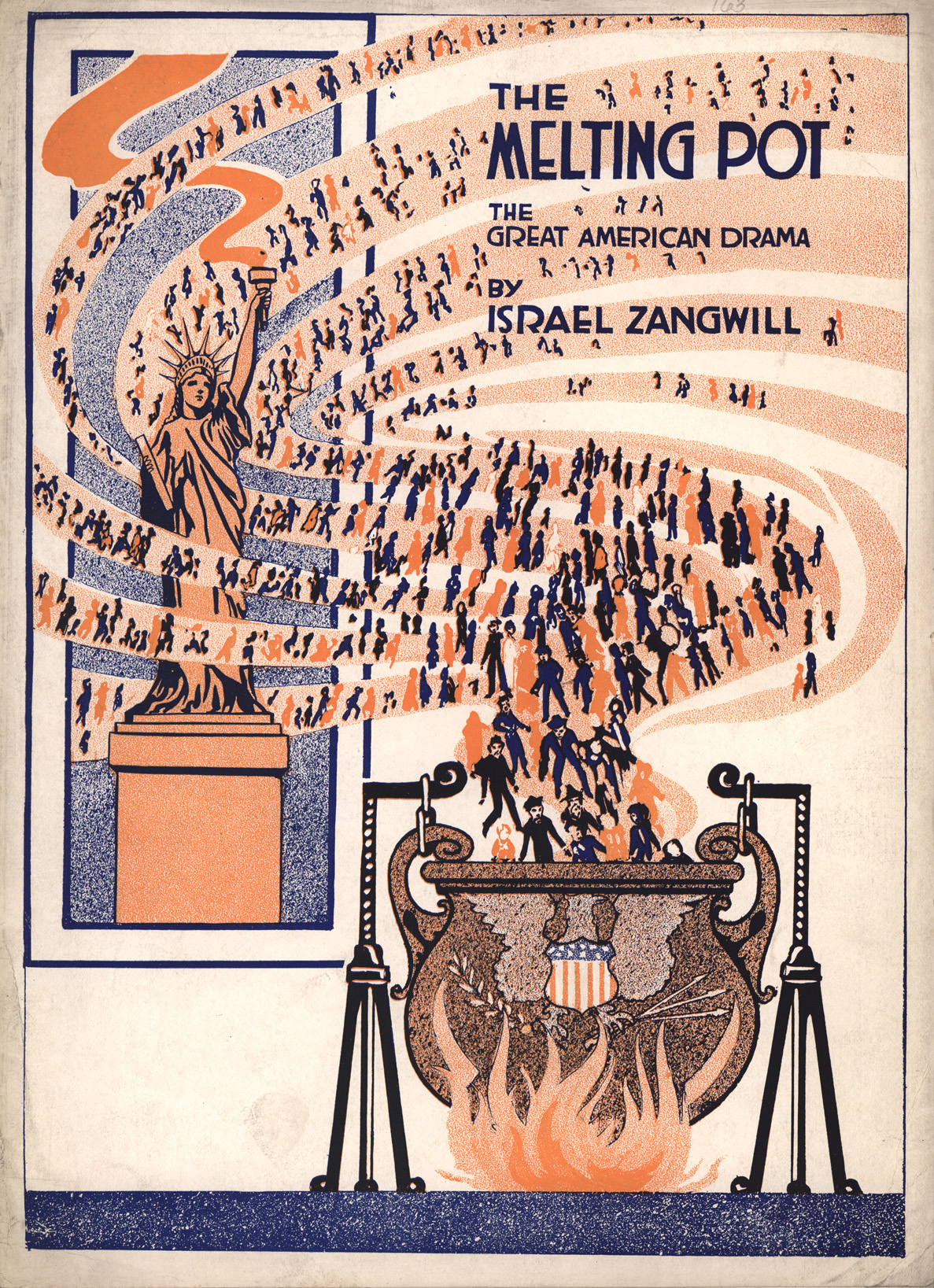
Hình ảnh nước Mỹ được ví như một nồi nung chảy đã được truyền bá thông qua vở kịch năm 1908 có tên gọi The Melting Pot.

Melting pot (nghĩa đen là: nồi nung chảy) hay nồi lẩu văn hóa là một phép ẩn dụ về văn hóa để chỉ đến một xã hội hỗn tạp, không thống nhất đang dần trở nên đồng nhất hơn, những yếu tố khác biệt được "nung chảy với nhau" vào cùng một nền văn hóa phổ thông, lựa chọn là một xã hội đồng nhất trở nên hỗn tạp hơn thông qua dòng chảy các yếu tố ngoại lai với những nền tảng văn hóa khác nhau, có tiềm năng tạo ra sự không hòa hợp bên trong nền văn hóa trước đó. Trong lịch sử, nó thường được dùng để nói đến sự hội nhập văn hóa của những người nhập cư vào Hoa Kỳ.
Phép ẩn dụ về việc tan chảy cùng nhau bắt đầu được sử dụng vào khoảng thập niên 1780.